# 蘇西克 (科斯托皮爾區)
50°46′44″N 26°7′43″E / 50.77889°N 26.12861°E
蘇西克（烏克蘭語：Суськ），是烏克蘭西北部的村莊，隸屬里夫內州的里夫內區。該村面積1.51平方公里，海拔高度173米，2001年人口353，人口密度每平方公里233.8人。